# Adam Smith
Adam Smith (botezat pe 5 iunie S.N. 16 iunie 1723, Kirkcaldy –  d. 17 iulie 1790) a fost un economist, om politic și filozof scoțian. Lucrarea sa Avuția națiunilor, cercetare asupra naturii și cauzelor ei a fost una din primele încercări de a studia dezvoltarea istorică a industriei și comerțului în Europa. Această lucrare a ajutat la crearea economiei ca disciplină academică modernă și a furnizat una dintre cele mai bune argumentări intelectuale pentru comerțul liber și capitalism. A introdus în economie conceptul de mâna invizibilă.

## Viața
Tatăl lui Adam Smith, un vameș, a murit înainte de nașterea sa; mama sa, fiică a unui proprietar bogat de terenuri, s-a dedicat cu multă grijă educației copilului bolnăvicios.
Data exactă a nașterii lui Adam Smith nu este cunoscută, el a fost totuși botezat la 5 iunie 1723 la Kirkcaldy, comitatul Fife, Scoția.

### Studiile

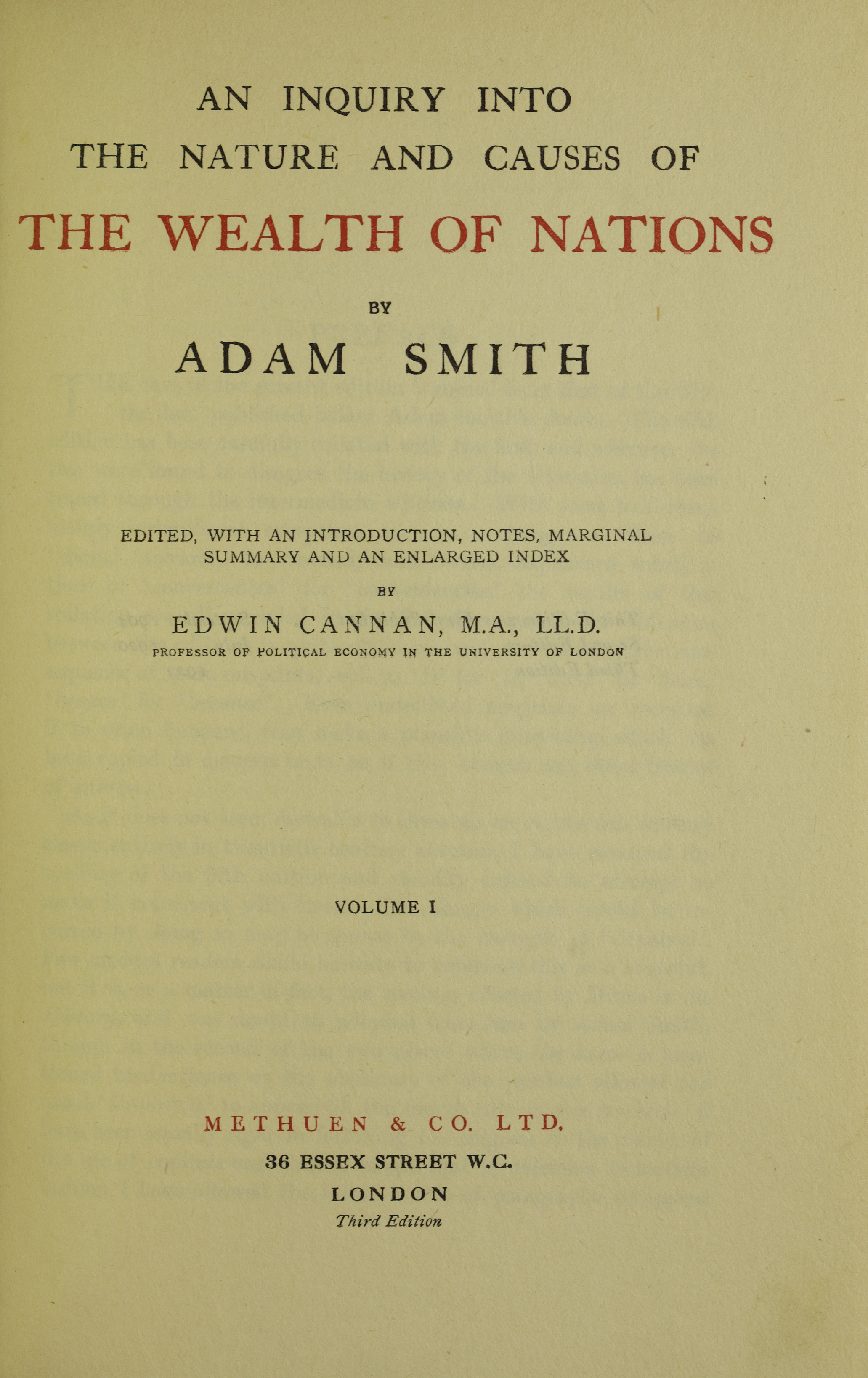
Inquiry into the nature and causes of the wealth of nations, 1922

A început studiile la vârsta de 14 ani, din 1737 până în 1740 la universitatea din Glasgow, unde a luat parte la cursurile profesorului Francis Hutcheson.
Între 1740 și 1746 a studiat filosofia la Colegiul Balliol din Oxford.

### Activitatea sa ca profesor
În 1746 Smith s-a întors la Kirkcaldy. S-a străduit să își găsească o poziție la universitate, dar nu a reușit. Datorită bunelor relații ale mamei sale, a primit oferta de a ține un curs public la universitatea din Edinburgh în perioada 1748-1749.
În anul 1751, la vârsta de numai 27 de ani, Adam Smith a fost profesor de logică la universitatea din Glasgow, iar în 1752 a fost profesor de filosofie morală, pentru care era și mai bine plătit. Studenții lui aveau vârste cuprinse între 14 și 16 ani. Limba de predare era latina, Smith a fost însă un pionier al predării în limba engleză.
A prezentat pentru prima dată o teorie cuprinzătoare și sistematică a economiei, îndeajuns de corectă pentru a constitui un fundament pentru progresele viitoare din domeniu.
În această perioadă s-a împrietenit și cu David Hume.

### Ultimii săi ani de viață
N-a mai trăit să se poată bucura de succesul prietenului său, James Watt care a inventat mașina cu aburi. A murit în anul 1790. După moartea sa au fost arse, din dorința sa lăsată în testament, numeroase schițe private.

## Opera
- Adam Smith, Theory of Moral Sentiments (Teoria sentimentelor morale)[16]
- Adam Smith, traducere Al. Hallunga, Avuția națiunilor: cercetare asupra naturii și cauzele ei, București, Editura Academiei Republicii Populare Române, 1962 - 1965